# Curtitoma novajasemljensis
Curtitoma novajasemljensis is een slakkensoort uit de familie van de Mangeliidae. De wetenschappelijke naam van de soort is voor het eerst geldig gepubliceerd in 1878 door Leche.